# بانک کوئینزلند
بانک کوئینزلند (انگلیسی: Bank of Queensland) شرکت خدمات مالی و بانکداری استرالیایی است، که در سال ۱۸۶۳ تأسیس شد.